# Бінарова
Бінарова (пол. Binarowa) — село в Польщі, у гміні Беч Горлицького повіту Малопольського воєводства.
Населення — 1657 осіб (2011).

## Демографія
Демографічна структура станом на 31 березня 2011 року:
|          | Загалом | Допрацездатний вік | Працездатний вік | Постпрацездатний вік |
| -------- | ------- | ------------------ | ---------------- | -------------------- |
| Чоловіки | 825     | 188                | 550              | 87                   |
| Жінки    | 832     | 167                | 469              | 196                  |
| Разом    | 1657    | 355                | 1019             | 283                  |